# Nový epochální výlet pana Broučka, tentokráte do XV. století
Satirickou povídku Nový epochální výlet pana Broučka, tentokráte do XV. století vydal Svatopluk Čech poprvé v roce 1888. Jedná se o druhou autorovu povídku, jejímž hlavním hrdinou je typický měšťák, majitel činžovního domu, Matěj Brouček. Ta první se jmenovala Pravý výlet pana Broučka do Měsíce a je v této knize zmiňována.
Prostřednictvím hlavního hrdiny Svatopluk Čech satiricky kritizoval typické vlastnosti a chování bohatších pražských měšťanů sedmdesátých a osmdesátých let 19. století. V Matěji Broučkovi byla vytvořena typická postava zobrazující tělesné i povahové vlastnosti mnoha podobných skutečných jedinců, lidí, kterým klesá jejich národnostní uvědomění, nemají žádné pevné zásady a pro okamžitý osobní prospěch jsou ochotni udělat cokoli, čehokoli se zříci i k čemukoli se přihlásit. Matěj Brouček se rád dobře nají, napije, rád užívá svých peněz získaných od nájemníků svého domu a přitom sám nepracuje, ani se nijak nezajímá o život lidí ve svém okolí. Svůj volný čas tráví vysedáváním po hospodách a vedením nekonečných řečí s jemu podobnými lidmi.
V povídce silně zaznívá i kritika sociálních poměrů nejchudších obyvatel Prahy žijících v těžkých podmínkách malých domků ve Zlaté uličce, které se vyhýbají návštěvníci jiných romantických míst Pražského hradu v jejím těsném sousedství.

## Obsah
V úvodu povídky nás autor zavádí do hospůdky Na Vikárce na pražských Hradčanech, kde pan Würfl dne 12. července 1888 nalévá místnímu pravidelnému hostu Matěji Broučkovi jedno pivo za druhým. Posilněn pitím a pod vlivem přečtených rytířských románů dostává se pan Brouček do hádky s dalšími místními hosty ohledně existence rozsáhlých podzemních chodeb pod Prahou. Když odchází jako poslední host z hospody, zdá se mu, že v předsíňce upadne a dlouho se řítí někam dolů.
Ocitne se v nějaké temné podzemní chodbě, kterou se dostane až do neznámého sklepení. Tam objeví velký poklad, který považuje, podle obrazu visícího na stěně, za tajný a dosud neobjevený poklad krále Václava IV. ukrytý v klenotnici. Přes tajné dveře se dostane na temnou a špinavou ulici, v níž se nemůže orientovat.
Zde se setká s podivným mužem s lucernou mluvícím podivnou češtinou. Od něj se dozvídá, že je rok 1420. Pan Brouček bloudí ulicemi Prahy, poznává některá místa podle starých staveb, které se mu však zdají nějak nové, vidí skupinu ozbrojených mužů u velkého ohně a znaven touláním se po ulicích usedá na kamenné sedátko poblíž Týnského chrámu.
Zde jej ráno objeví Janek Domšík, zvaný též Janek od Zvonu, protože je měšťanem vlastnícím dům „U Bílého zvonu“ v sousedství Týnského chrámu na Staroměstském náměstí. Janek se nejprve diví češtině pana Broučka, jeho oděvu i jeho neznalosti, že je Praha obležena vojskem císaře Zikmunda. Vedou spolu politické řeči, z kterých pan Brouček pochopí, že je třeba chválit učení Husovo a jeho následovníků, a tak to činí. Pak jej začne Janek považovat za cestovatele vrátivšího se po dlouhé době z daleké ciziny do Prahy a odvede jej do svého domu.
Tam se pan Brouček vyspí a dostane od Janka dobové barevné šaty, aby nevypadal divně. Pak jej Janek provede svým domem, kde nás autor podrobně seznamuje s vybavením středověké domácnosti. Při společném obědě se Matěj Brouček seznámí i s Jankovou ženou Mandalenou a jeho dcerou Kunhutou, zvanou též Kunka, která se mu ihned zalíbí. Naopak Matěj Brouček se velmi nelíbí služebné Kedrutě, která jej považuje za zjevení či „ďábla“. Při jídle a představení Jankovi domácnosti se Matěj Brouček dozvídá podrobnosti o obležení Prahy ze tří stran Zikmundovým vojskem a snaží se vyvléknout, podle svého zvyku pohodlného života domácího pána 19. století, z Jankových návrhů na společnou účast v obraně Prahy. Nejde to udělat hned, tak přijímá jako svoji zbraň sudlici a odchází s Jankem do pražských ulic.
Janek s panem Broučkem procházejí pražskými ulicemi. Matěj Brouček přitom nemotorně klopýtá o svoji sudlici. Společně se dostanou až do jedné hospody na Novém Městě. Zde se zapletou do náboženských sporů s místními návštěvníky (studentem, táboritou a nějakým Pražanem) a pan Brouček se dokonale seznámí s medovinou. Už, už to vypadá, že se kvůli náboženským sporům poperou, když zazní zvon na poplach, upozorňující na útok Zikmundova vojska na město.
Všichni se vyřítí z hospody a přidají se k davům dalších lidí běžících se zbraněmi na městské hradby ke Špitálskému poli. Pan Brouček běží taky, ale ne proto, že by chtěl do boje, ale proto, že je nesen hustým davem, z kterého se mu nedaří uniknout. Jeho strach o vlastní život je v kontrastu s nadšením ostatních bojovat za své myšlenky. Když se s davem vyřítí Poříčskou branou z města proti nepříteli, podaří se panu Broučkovi dostat se trochu stranou do kopce k vinicím na Vítkově hoře a ne do čela útoku proti Zikmundovým jezdcům. Zatímco Pražané při střetu s vojskem nedopadnou dobře kvůli své neorganizovanosti, má pan Brouček štěstí. Když se proti němu vyřítí do kopce Zikmundův rytíř na koni, zakopne o svoji sudlici a při pádu na zem přijde na chvíli o vědomí a také o sudlici, ale jinak se mu nic nestane.
Když přijde pan Brouček k sobě, setká se ve vinici s hejtmanem Chvalem a knězem Korandou z Žižkova vojska, které se na vrchu Vítkově opevnilo ve dvou srubech. Těm nalže o svých hrdinských činech a o svém návratu z ciziny, protože vidí, že mu to v dané chvíli pomůže. Pan Brouček je odveden k Žižkovi, který jej ohodnotí, že více svému břichu sloužil než Bohu, ale že u něj rychle ztratí svého hříšného tuku. Pak mu nezbude nic jiného, než se účastnit s ostatními stavby opevnění, kam nosí těžké kameny a to se mu vůbec nelíbí, protože ještě nikdy v životě tak hodně a namáhavě nepracoval. Po práci s odporem přijímá chudý chléb, trochu sýra a vodu na občerstvení těla jako ostatní táborité. Unaven přespí pan Brouček v Žižkově opevnění.
Druhý den se strhne památná bitva na Vítkově hoře. Pan Brouček dostane jako zbraň cep a během bitvy je poslán s oddílem cepníků, aby vpadli útočícímu nepříteli do boku z vinice na svahu hory. Toho využije pan Brouček k provedení svého vlastního plánu. Při cestě vinicí ze strachu uteče z Žižkova vojska. Co nejrychleji běží do Prahy, kde se vydává za Žižkova posla a vyzývá Pražany k pomoci Žižkovi. Sám však utíká do Jankova domu, kde se znovu převlékne do svého oblečení a pokračuje dále v úprku pryč od husitů i Zikmunda.
Jenže cestou do klenotnice krále Václava IV, kudy se chce dostat zpět do 19. století, je chycen ozbrojenými muži. Prvně se vydává za Němce v domnění, že padl do rukou Zikmundových vojáků. Když zjistí, že to jsou Češi, kteří jej naopak za německá slova chtějí upálit, hned obrátí a vydává se za Čecha a husitu. Muži jej proto zajmou a odvedou před Žižku. Žižka pana Broučka ihned pozná a považuje jej za zrádce, protože utekl z boje. Poznali jej i další husité z hospody, kde také obracel svá slova při náboženské rozepři podle toho, jak se to zrovna hodilo. Matěj Brouček se prvně snaží nalézt pomoc u Janka, jenže ten je mrtvý, protože padl v boji na Špitálském poli jako hrdina. Žižka k němu pronese řeč, ve které odsoudí jeho chování, že nemá žádného Boha, že mu není nic svaté a drahé kromě mrzkého prospěchu jeho bídného těla a nařídí jeho vyhlazení z této země, pro kterou je její poskvrnou. Pan Brouček v zoufalství se snaží zachránit a tvrdí, že nepatří do husitského věku, ale do 19. století. Na to mu Žižka odpoví, že i kdyby to byla pravda, tak není možné, abychom měli takové potomky.
Pan Brouček je zavřen do sudu a postaven na hranici k upálení. V poslední naději se v sudu obrací na Jankovu dceru a volá Kunku. Pak otevře oči a vidí hostinského pana Würfla, který pátrá po tom, co to tam kuňká. Pan Brouček zjistí, že je v sudu, do kterého spadl cestou z Vikárky. Pak všem vypráví o svých dobrodružstvích a lituje, že poklad krále Václava IV. zůstal v 15. století.

## Styl
Celá povídka je postavena na zobrazování protikladů z doby autorova života a z doby husitství. Jsou zde stavěny vedle sebe hlavně postavy domácího pána 19. století, Matěje Broučka, a jeho protějšku z minulosti, měšťana s domem Jana Domšíka od Zvonu a jeho rodiny. Rozpory se mimo jiné týkají i naprosté neochoty husitů učit se a používat jazyk nepřátel, němčinu, zatímco panu Broučkovi na tom nepřijde nic divného. Další odlišností je automatické tykání mezi „bratry“ husitské doby, které přijde Broučkovi, zvyklému na vykání a další společenské normy 19. století, nezdvořilé.
V prvních kapitolách nechává autor mluvit obyvatele středověké Prahy starou češtinou, později však sám čtenáře informuje, že pro lepší porozumění je nechá mluvit jazykem 19. století. Pouze v některých místech, kdy jsou používána stejná nebo podobná slova avšak s jiným významem v různých dobách a na z toho pramenícím vzájemném nepochopení jednajících postav je založen děj, používá autor staročeské výrazy i v dalším ději. Taktéž se v knize objevují úryvky z husitských písní a dobových divadelních her.
Autor v povídce uvádí podrobně nastudovaný pražský místopis husitské doby a mistrně jej využívá při provádění čtenáře ulicemi tehdejšího Starého a Nového Města pražského.